# Xã Anderson, Quận Phelps, Nebraska
Xã Anderson (tiếng Anh: Anderson Township) là một xã thuộc quận Phelps, tiểu bang Nebraska, Hoa Kỳ. Năm 2010, dân số của xã này là 139 người.